# Heisfelde
Heisfelde ist ein Stadtteil von Leer (Ostfriesland) im deutschen Bundesland Niedersachsen.

## Geschichte
1810 kam Heisfeld zusammen mit Leerort, Bollinghausen und Hohegaste durch die napoleonische Gebietsreform zur „Mairie Leer“. Zwischen 1840 und 1850 hatte Heisfelde etwa 300 bis 400 Einwohner die nahezu ausschließlich eigene Häuser und Höfe bewirtschafteten. Es wurde vorwiegend Ackerbau und Flachsanbau betrieben. Durch den Eisenbahnbau und die Eröffnung von zwei Papierfabriken in Leer begann ein Zuzug von Arbeitern, die meist zur Miete wohnten und die Bautätigkeit (vor allem im Bereich der heutigen Heisfelder Straße) stieg. Die Einwohnerzahl erhöhte sich im Zeitraum von 1860 bis 1870 auf 600 bis 700 und die Zahl der Bauten verdoppelte sich. Bei einer Zählung vor 1887 war die Zahl der Einwohner bereits auf über 800 gestiegen, weshalb die 1779 erbaute einklassige Schule nach mehreren Erweiterungen zweiklassig wurde. Eingemeindet wurde der Ort im Jahr 1968.

## Infrastruktur
An Vereinen gibt es einen Sportverein („Verein für Rasensport“ – VfR) und die Freiwillige Feuerwehr. Als Park für die Bürger dient das in Heisfelde gelegene Naherholungsgebiet Windelkampsweg. Es existieren zwei Kindergärten, der Ev.-luth. Pauluskindergarten und der Kindergarten Kunterbunt.

## Persönlichkeiten
Der Politiker Günther Boekhoff kam in Heisfelde zur Welt.